# Scopaphoma corioli
Scopaphoma corioli är en svampart som beskrevs av Dearn. & House 1925. Scopaphoma corioli ingår i släktet Scopaphoma, divisionen sporsäcksvampar och riket svampar.   Inga underarter finns listade i Catalogue of Life.